# Аброськин, Вячеслав Васильевич
Вячеслав Васильевич Аброськин (род. 20 апреля 1973, Севастополь) — ректор Одесского государственного университета внутренних дел, бывший первый заместитель Главы Национальной полиции Украины — руководитель криминальной полиции. Кандидат юридических наук. Генерал 2-го ранга.

## Биография
Родился 20 апреля 1973 года в Севастополе.
С 1994 год — оперуполномоченный отделения уголовного розыска Ленинского райотдела УМВД в Севастополе.
С 1997 по 2002 годы учился в Национальной академии внутренних дел Украины.
С 2002 по 2014 годы работал в уголовном розыска Севастополя, начиная оперативным работником и дослужившись до заместителя начальника УМВД Севастополя.
В 2014 году был назначен заместителем начальника департамента уголовного розыска УМВД Украины. Затем возглавил спецгруппу, которая занималась розыском и арестом бандитов, террористов и милиционеров, изменивших присяге.
С 2015 по 2017 возглавлял Главное управление Национальной полиции в Донецкой области.
С 2017 по сентябрь 2019 — Первый заместитель Главы Национальной полиции — начальник криминальной полиции Национальной полиции Украины.
В 2018 году защитил кандидатскую диссертацию на тему «Деятельность Национальной полиции Украины в целях обеспечения публичной безопасности в условиях антитеррористической операции».
С октября 2019 — ректор Одесского государственного университета внутренних дел.
11.10.2021 — Уволен приказом министра внутренних дел Денисом Монастырским

## Награды
- 2014 год — орден «За мужество» III степени — за личное мужество и героизм, проявленные в защите государственного суверенитета и территориальной целостности Украины, верность военной присяге, высокопрофессиональное исполнение служебного долга[3].